# En vacker dag (musikal)
En vacker dag är en musikal producerad i Kramfors under 2004. Denna musikal spelades under 2004 och 2005, och handlade om händelserna i Ådalen 1931, då fyra arbetare och en oskyldig flicka dödades av militärens kulor då de demonstrerade. 
Låtar ur musikalen spelades och sjöngs på 75-årsdagen i Lunde. 
Medverkande i musikalen var bland andra Petra Nielsen, Jakob Stadell, Lina Hedlund och Lars T. Johansson.
- Manus: Peter Snickars och Bo R Holmberg
- Musik: HansOlov Furberg och Hans Garneij
- Regi: Peter Snickars
- Producent: Sune Johansson

## Synopsis
Historien kretsar kring en familj: Mamman Margit, pappan Erik dottern Maj-Gun och de tre sönerna, Sven, Rune och Harry. Sven är en av de aktiva i sympatistrejken för Marmaarbetarna i Söderhamn, Harry är jazztrumpetare och Rune har snott värvning. Dottern Maj-Gun har två vänner, Karolina och Doris. Karolinas far Konrad är kommunistledare.
Historien tar sitt avstamp i 20-talets USA - det glada decenniet som ändar med börskraschen på Wall Street - för att sedan förflytta sig till ett strejkmöte i Ådalen några år senare där Konrad och Sven manar till fortsatt kamp. Brodern Rune ger sig iväg till Sollefteå och sitt kompani. 
Maj-Gun och hennes två vänner planerar för dansen till helgen. Yngste brodern Harry tränar sin orkester och drömmer sig bort till Chicago. Bandmedlemmarna blir bryskt hämtade av de strejkande som är på väg till Sandviken, där strejkbrytare håller på att lasta ångaren Milos. Där utbryter stort handgemäng och Sven kommer blodig men uppspelt hem till familjen. Runes kompani kallas in för att skydda strejkbrytarna som inkvarterats i Lunde.
Andra akten inleds med den första konfrontationen mellan militären och de strejkande. Fadern Erik är dessillusionerad och känner sig sviken av politiken. Strejkledaren Konrad ser fram emot det stora möte som ska hållas på Frånö Folkets Hus. Margit försöker få Erik på fötter igen, Sven söker upp bror Rune som står på vakt i Lunde för att förmå honom att lämna det militära. Erik inser till slut att han måste ta ansvar för sin familj och tar dem till mötet i Lunde som leds av Konrad. Folkmassan blir svår att kontrollera, strejkarna och militären drabbar samman i Lunde. Karolina och fyra arbetare blir skjutna, Sven blir skadad och Rune kastar sitt vapen. Landsfogden kommer med det försenade telegrammet, i vilken landshövdingen beordrar strejkbrytarna att lämna Lunde.

## Originaluppsättning
Premiär 22/10 2004 Kramfors Folkets Park Regi: Peter Snickars
Regiassistent: Anders Öhrström Arrangemang: Hans Garneij
Kapellmästare & repititör: Pär-Åke Stockberg Solist & körinstudering: HansOlov Furberg
Koreografi: Annika Ölund Scenografi/kostym: Helene Borgsten
Scenografi/kosymassistent: Åsa Nyberg Mask & peruk: Gemila Roberts
Maskassistent: Roswitha Liljedahl Hårassistenter: Linda Westin, Sandra Nyberg
Rekvisita/Attributmakare: Linda Huss Ljus & ljud: Nordlander Produktion
Ljussättare: Erik Nordlander Ljuddesign: Mats Andersson
Ljudassistent: Marcus Nordlander Ljudtekniker: Andreas Nordieng
Slagsmålskoordinator: Tomas Nordström Scenmästare: Krister Svensson
Dekormålning: Tero Liesipohja Dekortillverkning: Björn Larsson, Lennart Hedlund
Kostymateljéansvarig: Caroline Renström Sömnad: Anette Stegeby Knafelc, Barbro Lunquist, Cecilia Melkerhed, Irma Eriksson, Joakim Jonsson, Karin Wiklund, Nina Hammarberg, Pia Andersson; Siv Lindgren